# Frédéric Passy
Frédéric Passy (Paris, 20 de maio de 1822 — Neuilly-sur-Seine, 12 de junho de 1912) foi um político francês. Recebeu o Nobel da Paz de 1901. Fundou, juntamente com William Randal Cremer, a União Interparlamentar. Foi fundador e presidente da Sociedade Francesa para a Paz.

## Carreira
Trabalho de Passy pela paz começou durante a guerra da Criméia (1853-56). Seu apelo pela paz no periódico Le Temps (1867) ajudou a evitar a guerra entre a França e a Prússia sobre o Luxemburgo. No mesmo ano, fundou a Liga Internacional para a paz, mais tarde conhecido como a sociedade francesa para a arbitragem internacional. Após a guerra Franco-alemã (1870-71) declarou independência e neutralidade permanente para a Alsácia-Lorena. Como membro da Câmara dos deputados franceses (de 1881), com sucesso instou a arbitragem de uma disputa entre a França e os Países Baixos relativo a fronteira da Guiana francesa, Suriname. Ele ajudou na fundação da União Interparlamentar (1888) e permaneceu ativo no movimento de paz para o resto da sua longa vida.

## Legado
A marca de paz de Passy por meio de arbitragem e cooperação internacional continuou muito depois de sua morte, com ativistas fazendo lobby por tratados formalizados sobre "os direitos de visitantes estrangeiros, acesso conjunto a vias navegáveis, resolução de disputas territoriais". Em seu testamento, Passy expressou sua natureza independente e pacífica, escrevendo:: 208 
Peço aos meus amigos acima de tudo que não me matriculem em nenhum partido, seita ou escola de política, religião ou ciência. Na liberdade de meu fraco julgamento, pertenço à grande Igreja universal de todos os espíritos sinceros e de todos os corações puros que buscam o que é verdadeiro e justo. Não odeio nada, exceto aquela estreiteza de espírito e essa secura de alma que, por estarmos divididos em pontos secundários, nos impede de trabalhar juntos pelas grandes causas nas quais poderíamos facilmente nos unir. 
Em 1927, seu filho Paul publicou um livro de memórias da vida de seu pai intitulado Un apôtre de la paix: La vie de Frédéric Passy.: 57  
Várias estradas receberam o nome de Passy, como as de Nice, Neuilly-sur-Seine e Saint-Germain-en-Laye. Em março de 2004, a União Interparlamentar reconheceu o esforço de Passy em sua criação e inaugurou o Centro de Arquivo Frédéric Passy em Paris.:55–6 

## Obras selecionadas

### Livros
| Título | tradução para o inglês | Primeira publicação | Editora/publicação da primeira edição    | Identificador  |
| --- | --- | ------------------- | ---------------------------------------- | -------------- |
| Mélanges économiques | Economic Mixtures | 1857                | Paris, Guillaumin                        | OCLC 17597309  |
| De la propriété intellectuelle | Of Intellectual Property | 1859                | Paris                                    |                |
| Leçons d'économie politique faites à Montpellier | Political Economy Lessons Made in Montpelier                                                                                                   | 1862                | Paris, Guillaumin                        | OCLC 39460156  |
| La démocratie et l'instruction: discours d'ouverture des cours publics de Nice, 1863-1864                                                                     | Democracy and Education: Opening Speech of Public Courses in Nice, 1863-1864                                                                   | 1864                | Paris, Guillaumin                        | OCLC 972450319 |
| Réforme de l'éducation: introduction de l'économie politique dans l'enseignement des femmes: deux discours                                                    | Education Reform: Introduction of Political Economy in the Teaching of Women: Two Speeches                                                     | 1871                | Paris, Guillaumin                        | OCLC 940143550 |
| La question des jeux | The Question of Games | 1872                | Paris, H. Bellaire                       | OCLC 876699356 |
| Les machines et leur influence sur le développement de l'humanité, 2 conferences                                                                              | Machines and their Influence on the Development of Humanity, 2 Conferences                                                                     | 1881                | Paris, Hachette                          | OCLC 459149083 |
| Discours prononcé par M. Frédéric Passy: séance du 26 janvier 1884: discussion de l'interpellation de M. Langlois sur le programme économique du gouvernement | Speech by Mr Frédéric Passy: Meeting of 26 January 1884: Discussion of the Inquiry of Mr Langloise on the Economic Programme of the Government | 1884                | Paris, Imprimerie des journaux officiels | OCLC 761307207 |
| Nos droits sur Madagascar et nos griefs contre les Hovas: examinés impartialement                                                                             | Our Rights in Madagascar and our Griefs against the Hova: Examined Impartially                                                                 | 1885                | Paris, P. Monnerat                       | OCLC 876699356 |
| Discours prononcé par M. Frédéric Passy: séance du 8 février 1886: interpellation de M. le baron de Soubeyran sur la circulation monétaire                    | Speech by Mr Frédéric Passy: Meeting of 8 February 1884: Discussion of the Baron of Soubetran on Monetary Circulation                          | 1886                | Paris, Imprimerie des journaux officiels | OCLC 863283386 |
| Les conséquences économiques et sociales de la prochaine guerre d'après les enseignements des campagnes de 1870-71 et de 1904-1905                            | The Economic and Social Consequences of the Next War According to the Campaigns of 1870-71 and 1904-1905                                       | 1909                | Paris, V. Giard & E. Brière              | OCLC 67429196  |
| Pour la paix; notes et documents | For Peace: Notes and Documents | 1909                | Paris, Fasquelle                         | OCLC 252028448 |

### Artigos
| Título                                                                                               | Tradução para o inglês                                                                             | Publicação | Jornal                                                              | Volume (Issue) | Intervalo de páginas | Identificador      |
| --- | -------------------------------------------------------------------------------------------------- | ---------- | ------------------------------------------------------------------- | -------------- | -------------------- | ------------------ |
| "De l'hérédité"                                                                                      | "Of Heredity"                                                                                      | Jan 1866   | Revue des Cours Littéraires                                         | 4              | 427                  |                    |
| "Conférence sur la paix et sur la guerre"                                                            | "Conference on Peace and War"                                                                      | Jan 1868   | Bibliothèque Universelle                                            | 0              | 160                  |                    |
| "Les Accapareurs"                                                                                    | "The Hoarders"                                                                                     | Jul 1894   | Séances et Travaux de l'Académie des Sciences Morales et Politiques | 42             | 5                    | OCLC 1127415070    |
| "The Armaments of the Future - where will they stop?"                                                | | 1895       | The Advocate of Peace                                               | 57 (5)         | 101–103              | JSTOR 20665295     |
| "Peace Movement in Europe"                                                                           | | Jul 1896   | American Journal of Sociology                                       | 2 (1)          | 1–12                 | doi:10.1086/210577 |
| "Obs. sur les accidents ouvriers"                                                                    | "Observations on Workers' Accidents"                                                               | Jan 1897   | Séances et Travaux de l'Académie des Sciences Morales et Politiques | 47             | 470                  |                    |
| "Rapp. sur un ouvr. de M. Chmerkine: Les conséquences de l'antisémitisme en Russie"                  | "Report on a Work by Mr Chmerkine: The Consequences of Antisemitism in Russia"                     | Jul 1897   | Séances et Travaux de l'Académie des Sciences Morales et Politiques | 48             | 277                  |                    |
| "Rapp. sur un ouvr. de M. Rostand: L'action sociale par l'initiative privée"                         | "Report on a Work by Mr Rostand: Social Action through Private Initiative"                         | Jan 1898   | Séances et Travaux de l'Académie des Sciences Morales et Politiques | 49             | 421                  |                    |
| "Lamartine et la paix"                                                                               | "Lamartine and Peace"                                                                              | Jul 1900   | Revue Bleue                                                         | 14             | 102                  |                    |
| "Rapport sur le concours pour le prix Bordin, à décerner en 1905"                                    | "Report on the Competition for the Bordin Prize, to be Awarded in 1905"                            | Set 1905   | Séances et Travaux de l'Académie des Sciences Morales et Politiques | 64 (9)         | 316                  |                    |
| "Entre mère et fille"                                                                                | "Between Mother and Daughter"                                                                      | Abr 1907   | Séances et Travaux de l'Académie des Sciences Morales et Politiques | 67 (4)         | 549                  |                    |
| "La suppression de la misère"                                                                        | "The Suppression of Misery"                                                                        | Dez 1907   | Séances et Travaux de l'Académie des Sciences Morales et Politiques | 68 (12)        | 495                  |                    |
| "La démocratie individualiste, de M. Yves GUYOT"                                                     | "Individualist Democracy, by Mr Yves Guyot"                                                        | Dez 1907   | Séances et Travaux de l'Académie des Sciences Morales et Politiques | 68 (12)        | 564                  |                    |
| "La répercussion des impots"                                                                         | "The Impact of Taxes"                                                                              | Jan 1911   | Journal des Économistes                                             | 29 (1)         | 69                   |                    |
| "Ma carrière"                                                                                        | "My Career"                                                                                        | Jan 1912   | Revue Bleue                                                         | 50 (1)         | 682                  |                    |
| "Observations à la suite de la communication de M. Aubert sur la natalité et la mortalité infantile" | "Observation following from the Communications of Mr Aubert on the Birth Rate and Child Mortality" | Abr 1912   | Séances et Travaux de l'Académie des Sciences Morales et Politiques | 77 (4)         | 682                  |                    |
| "The School of Liberty"                                                                              | | 2017       | Journal of Markets and Morality                                     | 20 (2)         | 413–469              |                    |